# Poul-Erik Høyer
Poul-Erik Høyer Larsen, blot kendt som Poul Erik Høyer (født 20. september 1965 i Helsinge), er en dansk tidligere professionel badmintonspiller og nuværende præsident for det Internationale Badminton Forbund (BWF).

## Aktiv karriere
Høyer blev dansk mester i herresingle i 1984 og 1985 som amatør, og som professionel vandt han sin første store titel i Danish Open i 1989. Samme år vandt han også DM for professionelle, og derpå var han etableret i verdenseliten. Han vandt yderligere tre danske mesterskaber, Danish Open/Denmark Open fem gange, blev europamester tre gange (1992, 1994 og 1996) og All England-turneringen to gange (1995 og 1996).
Han var med til tre olympiske lege, første gang ved OL 1992 i Barcelona, hvor han nåede kvartfinalen.
Hans forberedelser til OL 1996 i Atlanta var ikke de bedste, idet han i en Thomas Cup-kamp i maj samme år havde været ude i en hård kamp mod kinesiske Dong Jiong, som han vandt over efter efter at have tabt første sæt og været bagud 1-13 i andet. I kampen havde han problemer med akillessenen, og belastningen i den lange kamp førte til betændelse i senen. Han kunne derfor ikke rigtig træne de næste par måneder, men blev trods alt klar til OL-turneringen.
I turneringen tabte han ikke et sæt på vejen til guldet. I kvartfinalen besejrede han verdensmesteren fra 1995 og OL-vinderen fra 1992, indoneseren Alan Budikusuma, med 15-5, 15-9, og i semifinalen gik det ud over en anden indoneser, Hariyanto Arbi, som blev slået 15-11, 15-6. Sejren udløste en af dansk idrætshistories mest markante scener, idet Høyer efter at have vundet den afgørende bold flåede sin trøje i stykker. Høyer og sportsfotografen Preben Søborg havde aftalt, at denne skulle stå ved et bestemt hjørne af banen, og så ville Høyer lave sit stunt dér, hvis han vandt kampen og havde sikret sig OL-medalje. Denne planlagte eller redigerede virkelighed blev grundlaget for et markant billede.[kilde mangler] I finalen var Høyer oppe mod Dong Jiong, som efter nederlaget i Thomas Cup nogle måneder forinden havde respekt for sin ældre modstander. Han kom foran i kampen, men måtte se danskeren vinde med 15-12, 15-10. Høyer spillede i finalen i nogle meget slidte sko, der var udgået af produktion fire år tidligere, men han havde sikret sig nogle af de sidste par og brugte disse i finalen, selvom der var hul i, så han kunne mærke storetåen ramme gulvet, hver gang han landede.
OL-guldet blev højdepunktet på hans karriere, men han fortsatte med at spille elitebadminton endnu nogle år og var blandt andet med til OL 2000 i Sydney, hvor han dog tabte til kineseren Sun Jun i anden runde.
I 2010 blev han valgt som 25. medlem af dansk idræts Hall of Fame.

## Idrætsorganisatoriske roller
I 2013 blev han formand for det BWF (det internationale badmintonforbund), hvor hans valgperiode pt. udløber i 2025.
Han blev medlem af IOC (sammen med blandt andet Kronprins Frederik) i 2014, men har valgt at træde ud igen i 2022.

## Privatliv og politik
Han blev i 1996 gift med Heidi Engell Høyer, med hvem han har to sønner (Lasse og Mikkel). Parret blev skilt i 2015.
Høyer stillede op for Venstre til Europa-Parlamentsvalg 2014 og har været kommunalpolitiker for samme parti i Gribskov Kommune.
Poul-Erik Høyer afslørede i 2020, at han siden 2015 har lidt af Parkinsons syge, men at han er godt medicineret og efter omstændighederne har det godt.